# مایکل بریجز
مایکل بریجز (انگلیسی: Michael Bridges؛ زادهٔ ۵ اوت ۱۹۷۸) یک بازیکن فوتبال اهل بریتانیا است.